# Alexander Buch
Alexander Buch (* 12. Mai 1988 in München) ist ein deutscher Fußballspieler.

## Karriere
Alexander Buch spielte in der D- und C-Jugend der SpVgg Unterhaching und ab der B-Jugend beim FC Bayern München. In den beiden A-Jugend-Jahren kam er dort jedoch nur jeweils ein einziges Mal in der Junioren-Bundesliga zum Einsatz, weshalb er danach zum FC Ingolstadt 04 wechselte. Zum Ende der Hinrunde der Spielzeit 2007/08 kam er erstmals als Einwechselspieler in der Regionalliga zum Einsatz und am ersten Spieltag der Rückrunde stand er erstmals in der Startaufstellung. Sein erstes Tor erzielte er am 24. Spieltag ausgerechnet zum 1:0-Sieg über die zweite Mannschaft seines ehemaligen Vereins FC Bayern München. Mit neun Einsätzen und dem Aufstieg in die 2. Bundesliga beendete er seine erste Saison im Seniorenbereich.
Im folgenden Jahr wurde er anfangs nur in der zweiten Mannschaft der Schanzer in der Bayernliga eingesetzt. Erst in der Rückrunde kam er zu kurzen Einsätzen in der zweithöchsten Spielklasse, die jedoch nach vier Spieltagen bereits wieder vorbei waren: Ein Kreuzbandriss und Meniskusriss im Knie sorgte für das vorzeitige Saisonende. Volle neun Monate konnte er gar nicht spielen, und danach kämpfte er mit Nachwirkungen, seiner Form und dem Anschluss an die Mannschaft, die abgestiegen war und um den Wiederaufstieg kämpfte. So kam er nur auf ein halbes Dutzend Kurzeinsätze.
Nach dem erneuten Aufstieg des FCI standen Buchs Karten schlecht und so liebäugelte er mit einem Wechsel in die Schweiz zum Meister FC Basel. Er blieb jedoch in der 3. Liga und wechselte zur Saison 2010/11 zum Ligakonkurrenten SSV Jahn Regensburg. Die ersten neun Spieltage wurde er eingewechselt, ohne sich eine Stammposition erobern zu können. Ein Ermüdungsbruch im rechten Fuß kostete ihn den Rest der Hinrunde und erschwerte ihm den Anschluss an die erste Elf. Im Sommer fiel er dann den Sparzwängen des Vereins zum Opfer: Sein Vertrag wurde nicht verlängert. Er kehrte zu seinem ehemaligen Jugendverein SpVgg Unterhaching zurück und nachdem er auch dort zunächst in der Drittligamannschaft nicht zum Zug kam, wurde er in der zweiten Mannschaft in der Bayernliga eingesetzt. Sein Debüt in der ersten Mannschaft gab er schließlich im November 2011 am 17. Spieltag beim 1:3 gegen den FC Rot-Weiß Erfurt. Am 11. Juni 2012 unterschrieb Buch einen Zwei-Jahres-Vertrag mit dem FC Ismaning. In der Winterpause wechselte er zur SV Elversberg in die Regionalliga Südwest, mit der er den Aufstieg in die in der 3. Liga erreichte. In der Hinrunde der Saison 2017/18 spielte er für den bayerischen Verbandsligisten TSV Dachau 1865, pausierte anschließend anderthalb Jahre und ging dann weiter zum Landesligisten TSV Grünwald.

## Erfolge
- Deutscher A-Junioren-Vizemeister 2006, 2007 mit dem FC Bayern München
- Aufstieg in die 2. Bundesliga 2008 und 2010 mit dem FC Ingolstadt